# 苏霍伊超级喷气机100

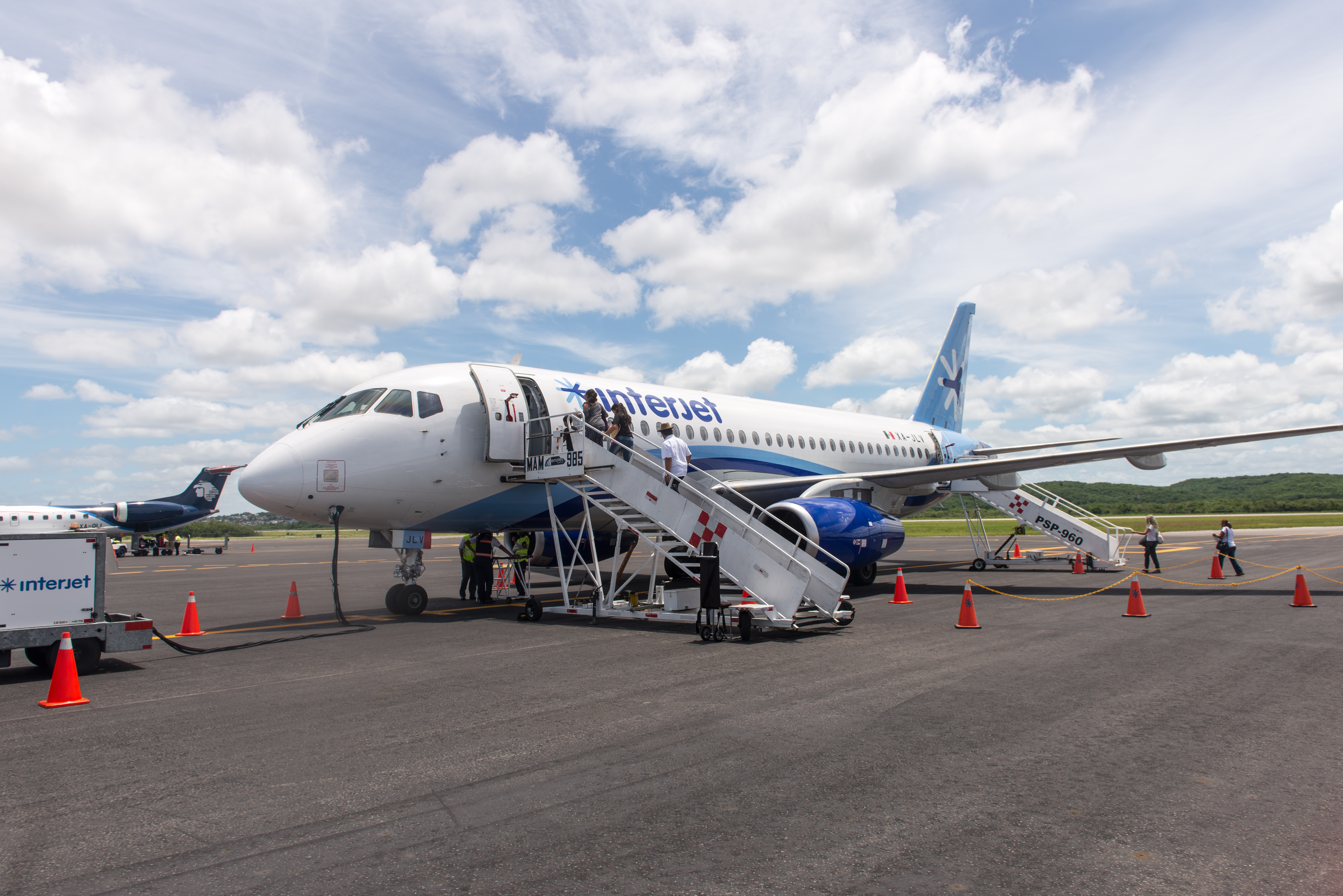
2015年停留在墨西哥坎佩切的苏霍伊超级喷气机100

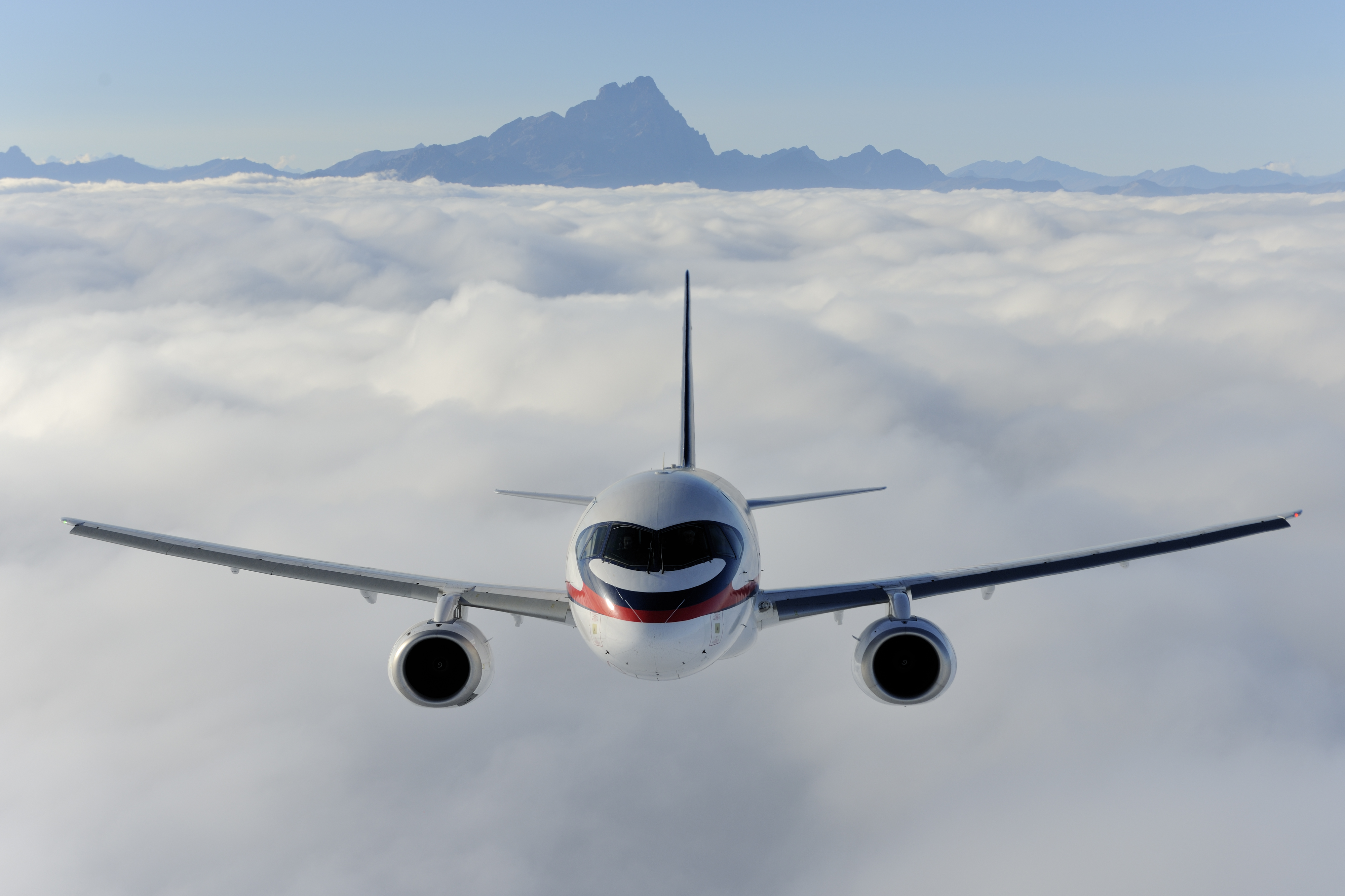
一架阿莱尼亚·马基航空的苏霍伊超级喷气机100（注册编号 RA-97004）正在飞离都灵附近的意大利海岸。

苏霍伊超级喷气机100（英語：Sukhoi Superjet 100，简称SSJ100），是由俄罗斯联合航空制造公司的一個子公司，苏霍伊航空集团设计制造的一款支线客机。為了重振俄羅斯的航空製造業，该支線飞机于2000年开始全新开发，並獲得美法的注資加速，第一架样机于2007年9月26日亮相。2008年5月19日在阿穆尔河畔共青城完成首飞，並迅速完成各國取證。2011年4月19日，第一架量产苏霍伊100交付亚美尼亚航空。4月21日成功完成了从埃里温到圣彼得堡的首趟客运航班。俄烏戰爭後，俄罗斯正在致力於該機型的維持，並強調將完全國產化，新机型称为SJ100（英語：Superjet 100）。

## 规格
|                      | SSJ 100–75                                                                     | SSJ 100-75LR                                                                   | SSJ 100–95                                                                      | SSJ 100-95LR                                                                    |
| -------------------- | ------------------------------------------------------------------------------ | ------------------------------------------------------------------------------ | ------------------------------------------------------------------------------- | ------------------------------------------------------------------------------- |
| 机长数目             | 2                                                                              | 2                                                                              | 2                                                                               | 2                                                                               |
| 载客量               | 83 （一级，密集） 78 （一级，标准） 68 （二级，标准）                          | 83 （一级，密集） 78 （一级，标准） 68 （二级，标准）                          | 103 （一级，密集） 98 （一级，标准） 86 （二级，标准）                          | 103 （一级，密集） 98 （一级，标准） 86 （二级，标准）                          |
| 座椅间距             | 76.2公分（一级，密集）, 81.28公分（一级，标准） 91.44和81.28公分（二级，标准） | 76.2公分（一级，密集）, 81.28公分（一级，标准） 91.44和81.28公分（二级，标准） | 78.74公分（一级，密集）, 81.28公分（一级，标准） 91.44和81.28公分（二级，标准） | 78.74公分（一级，密集）, 81.28公分（一级，标准） 91.44和81.28公分（二级，标准） |
| 长度                 | 26.44（86.7英尺）                                                              | 26.44（86.7英尺）                                                              | 29.94（98.2英尺）                                                               | 29.94（98.2英尺）                                                               |
| 翼展                 | 27.80（91.2英尺）                                                              | 27.80（91.2英尺）                                                              | 27.80（91.2英尺）                                                               | 27.80（91.2英尺）                                                               |
| 高度                 | 10.28（33.7英尺）                                                              | 10.28（33.7英尺）                                                              | 10.28（33.7英尺）                                                               | 10.28（33.7英尺）                                                               |
| 机身最大直径         | 3.35（11.0英尺）                                                               | 3.35（11.0英尺）                                                               | 3.35（11.0英尺）                                                                | 3.35（11.0英尺）                                                                |
| 机舱宽度             | 3.236（10.62英尺）                                                             | 3.236（10.62英尺）                                                             | 3.236（10.62英尺）                                                              | 3.236（10.62英尺）                                                              |
| 机舱高度             | 2.12（6英尺11英寸）                                                            | 2.12（6英尺11英寸）                                                            | 2.12（6英尺11英寸）                                                             | 2.12（6英尺11英寸）                                                             |
| 通道宽度             | 510（20英寸）                                                                  | 510（20英寸）                                                                  | 510（20英寸）                                                                   | 510（20英寸）                                                                   |
| 座位宽度             | 465（18.3英寸）                                                                | 465（18.3英寸）                                                                | 465（18.3英寸）                                                                 | 465（18.3英寸）                                                                 |
| 最大起飞重量（MTOW） | 38,820（85,580磅）                                                             | 42,280（93,210磅）                                                             | 45,880（101,150磅）                                                             | 49,450（109,020磅）                                                             |
| 空载重量（OEW）      | -                                                                              | -                                                                              | 25,100（55,300磅）                                                              | -                                                                               |
| 最大着陆重量         | 35,000（77,000磅）                                                             | 35,000（77,000磅）                                                             | 41,000（90,000磅）                                                              | 41,000（90,000磅）                                                              |
| 最大载重             | 9,130（20,130磅）                                                              | 9,130（20,130磅）                                                              | 12,245（26,996磅）                                                              | 12,245（26,996磅）                                                              |
| 最大燃油容量         | 13,135 升 （10,600（23,400磅））                                               | 13,135 升 （10,600（23,400磅））                                               | 13,135 升 （10,600（23,400磅））                                                | 13,135 升 （10,600（23,400磅））                                                |
| 货运能力             | 15.01立方公尺（4970立方英尺）                                                  | 15.01立方公尺（4970立方英尺）                                                  | 21.97立方公尺（ 776立方英尺）                                                   | 21.97立方公尺（ 776立方英尺）                                                   |
| MTOW时所需跑道长度   | 1,515（4,970英尺）                                                             | 1,515（4,970英尺）                                                             | 1,731（5,679英尺）                                                              | 2,052（6,732英尺）                                                              |
| 最大飞行高度         | 12,500（41,000英尺）                                                           | 12,500（41,000英尺）                                                           | 12,500（41,000英尺）                                                            | 12,500（41,000英尺）                                                            |
| 巡航速度             | 0.78马赫 （828 千米/小时/511 mph/448节 在 11,000（36,000英尺））               | 0.78马赫 （828 千米/小时/511 mph/448节 在 11,000（36,000英尺））               | 0.78马赫 （828 千米/小时/511 mph/448节 在 11,000（36,000英尺））                | 0.78马赫 （828 千米/小时/511 mph/448节 在 11,000（36,000英尺））                |
| 最大巡航速度         | 0.81马赫 （870千米/小时/541 mph/469节 于 11,000（36,000英尺））                | 0.81马赫 （870千米/小时/541 mph/469节 于 11,000（36,000英尺））                | 0.81马赫 （870千米/小时/541 mph/469节 于 11,000（36,000英尺））                 | 0.81马赫 （870千米/小时/541 mph/469节 于 11,000（36,000英尺））                 |
| 航程（满员）         | 2,900（1,800英里）                                                             | 4,550（2,830英里）                                                             | 3,048（1,894英里）                                                              | 4,578（2,845英里）                                                              |
| 引擎（x2）           | PowerJet SaM146 發動機                                                         | PowerJet SaM146 發動機                                                         | PowerJet SaM146 發動機                                                          | PowerJet SaM146 發動機                                                          |
| 起飞推力（x2）       | 13500 磅力（60 kN）                                                            | 13500 磅力（60 kN）                                                            | 15400 磅力（69 kN）                                                             | 15400 磅力（69 kN）                                                             |
| APR 推力（x2）       | 15400 磅力（69 kN）                                                            | 15400 磅力（69 kN）                                                            | 17500 磅力（78 kN）                                                             | 17500 磅力（78 kN）                                                             |
| 引擎长度             | 2.07（6英尺9英寸）                                                             | 2.07（6英尺9英寸）                                                             | 2.07（6英尺9英寸）                                                              | 2.07（6英尺9英寸）                                                              |

来源：苏霍伊航空集团, Superjet International, PowerJet.

## 交付进度
2013年交付24架。截至2022年累计交付202架，老挝3架，印尼3架，墨西哥10架，制造商手中8架，余交付給俄罗斯，由於缺乏亮點，維修頻繁等小問題，在2010年代後銷售陷於疲軟，訂單一直卡在300份左右，但其後因受到制裁因素，成俄國內各航空公司之唯一選擇而受益，該機每年製造能力，約製造20多架。
- Armavia 亚美尼亚航空 2011年4月19日 第1架95007号 飞行1800小时一年后退回厂家
- Aeroflot 俄罗斯国际航空 2011年6月6日起RA-89026、RA-890271、RA-89041、RA-89042（4架）
- Yakutia 俄罗斯雅库特航空 2012年12月19日RA-89012、RA-89021、RA-89035、RA-89037、RA-89038
- Sky Aviation印尼天空航空 2012年12月29日95022号
- Lao Central老挝中部航空 2013年2月15日95026号

## 技术问题与事故记录
2011年首次执行商业航班任务之后，该型飞机曾遭遇过一些事故，产生过一些问题。SSJ100在使用过程中发现了三个重大缺陷：泄漏警告系统参数错误、缝翼展开故障和起落架故障。制造商表示已经采取方案解决了这三个问题。
- 2012年2月12日，由于设计问题，SSJ-100的航班被俄罗斯当局暂停。被停飞的四架飞机。截止2月18日，其中3架适航认证已经更新。
- 2012年5月9日，一架该型飞机在雅加达进行飞行展示时于印尼爪哇岛萨拉火山坠毁，致使机上所有45人全部遇难。调查认为是飞行员操纵问题，機組人員不知道飛行路線周圍的山區，因為各種因素導致無視TAWS警告。由於長時間的談話與飛行進度無關，分散了機組人員的注意力，導致飛行員在飛行過程中沒有繼續改變飛機的航向。因此，飛機無意中偏離航向，雅加達航管尚未確定最低飛行高度，該系統也沒有為薩拉克山周圍的特定區域配備有效的MSAW。[13][14]参见薩拉火山蘇霍伊SSJ-100墜機事件。
- 2012年6月18日，由于技术故障，一架SSJ-100飞机在执行莫斯科飞往哥本哈根的航班任务时中断起飞。
- 2012年7月10日，一架SSJ-100飞机碰到类似问题。
- 同一天，另一架SSJ-100飞机在从诺夫哥罗德飞往莫斯科的航路上遭遇空调系统故障。
- 2012年8月3日，一架该型飞机在从鞑靼斯坦共和国首都喀山起飞之后，客舱发生失压。
- 2013年7月21日，一架蘇霍伊超級噴氣式飛機100-95在冰島凱夫拉維克國際機場（KEF）的一次飛行測試事故。事故最可能的原因是機組人員疲勞，這導致機組人員將不正確的油門桿推進到TO / GA位置。這發生在飛機接觸跑道之後，導致自動飛行控制系統關閉。[15]
- 2015年10月25日，一架SSJ-100編號95040在墨西哥城國際機場拖動滑行時，由於由於前起落架保險絲銷破裂導致撞到伸縮旋梯。[16]
- 2018年7月13日，一架SSJ-100飞机在莫斯科附近的格罗莫夫试飞院降落时发生硬着陆。飞机制造商苏霍伊称，该飞机当时刚好完成一次旨在评估翼梢空气动力学表现的飞行测试，不过在降落时右起落架并未完全放下，飞机随后放油，并安全降落。事故造成飞机轻微受损，机组无人受伤。
- 2018年10月10日，一架RRJ 95B RA-89011飛機在夜間使用一個停用的推力反向器降落時，機組人員輸入錯誤摩擦係數，平均規範摩擦係數小於0.3， 根據現行規定，不允許著陸。，這導致降落在結冰的跑道上後著陸距離顯著增加，最後將飛機衝出跑道並與高度約為0.4 m的跑道重建部分的交界處相撞，這導致主起落架支架的破壞和發動機損壞。[17]
- 2019年5月5日，一架SSJ-100在俄羅斯航空1492號班機空难中引擎发生故障并引发大火，飞机随后成功迫降莫斯科国际机场，但在降落后飞机立即发生了爆炸。机上總共79人。41人遇难，33名乘客和4名機組員生還，但其中6人傷勢嚴重正接受治療。俄羅斯政府主要調查單位於2019年5月6日表示，這架飛機的2具黑盒子已尋獲。法新社報導，班機駕駛葉夫杜其莫夫（Denis Yevdokimov）告訴俄羅斯「共青團真理報」（Komsomolskaya Pravda），飛機上空「因出現閃電」而失去通訊，需要轉為緊急控制模式。但他並未表明閃電是否直接擊中飛機。葉夫杜其莫夫還說：「我們透過無線電連線順利恢復通訊，但連線只持續一段短時間，並一再中斷...只能說幾個字。」[18]
- 2019年5月18日，俄罗斯航空SU1389航班在起飞时由于液压系统故障原因中断起飞，在跑道终止处停下。这已经是SSJ100型客机第三次因技术故障而导致中断起飞的事故。
- 2024年7月12日，俄气航空的9608号班机（英语：Gazpromavia Flight 9608）在执飞交付航班（英语：Ferry flying）时，在从特列季亚科沃机场（英语：Tretyakovo Airport）起飞后7分钟坠毁，机上三名机组成员全部罹难。
- 2024年11月24日一架方位角航空營運的客機在土耳其南部安塔利亞降落時，其中一個引掣起火，超過90名乘客和機組人員安全疏散，無人傷亡[19]。

## 亞型

### Sukhoi Superjet 130
Sukhoi Superjet 130 (俄文: Сухой Суперджет 130) 又稱為 Superjet NG，是一種計劃中的SSJ100發展型，是一種採用線控飛行技術的窄體中程客機，由蘇愷航空集團與俄羅斯聯合航空製造公司研發。該機由SSJ 100發發展而來，正如其名SSJ 130，載客量為130至145，預計用於填補SuperJet Stretch 與 MC-21之間的區間。該機在國際上將與空中巴士A220、A319以及波音737 MAX中較小的亞型作為競爭對手。

### Superjet Stretch 加长版
SSJ100的中心部分可以拉伸115名乘客。該部分可重複用於130座（90至160）Superjet NG，其複合機翼源自MS-21，PW1000G齒輪傳動渦輪風扇，並於2019  -  2020年開始生產。

### Superjet 75
2018年二月舉辦的新加坡航空展中, 蘇愷航空集團推出了一個75座位的縮小版本, 蘇愷航空集團將為此機投資數億元以期於2022年投入使用。

### Sukhoi Superjet NEW
2022年俄罗斯航空業面臨斷供，工业和贸易部长丹尼斯•曼图罗夫接受俄罗斯卫星通讯社採訪表示，當前俄产配件率约为50%。計劃到2024年完成全俄產零組件的置換，並將選購PD-8发动机。
2023年4月，俄罗斯工业和贸易副部长奥列格·博查罗夫在4月19日的参议员会议上表示，PD-8发动机预计将在9月获得型号证书。然而，该时间表与俄罗斯联合飞机制造公司最初计划的在2023年年中接收首批PD-8发动机用于飞机原型测试的时间表不符，故外界推测新飞机本身的认证可能较俄罗斯政府原本计划的进度有所延迟。